# Temporada da CART World Series de 1982

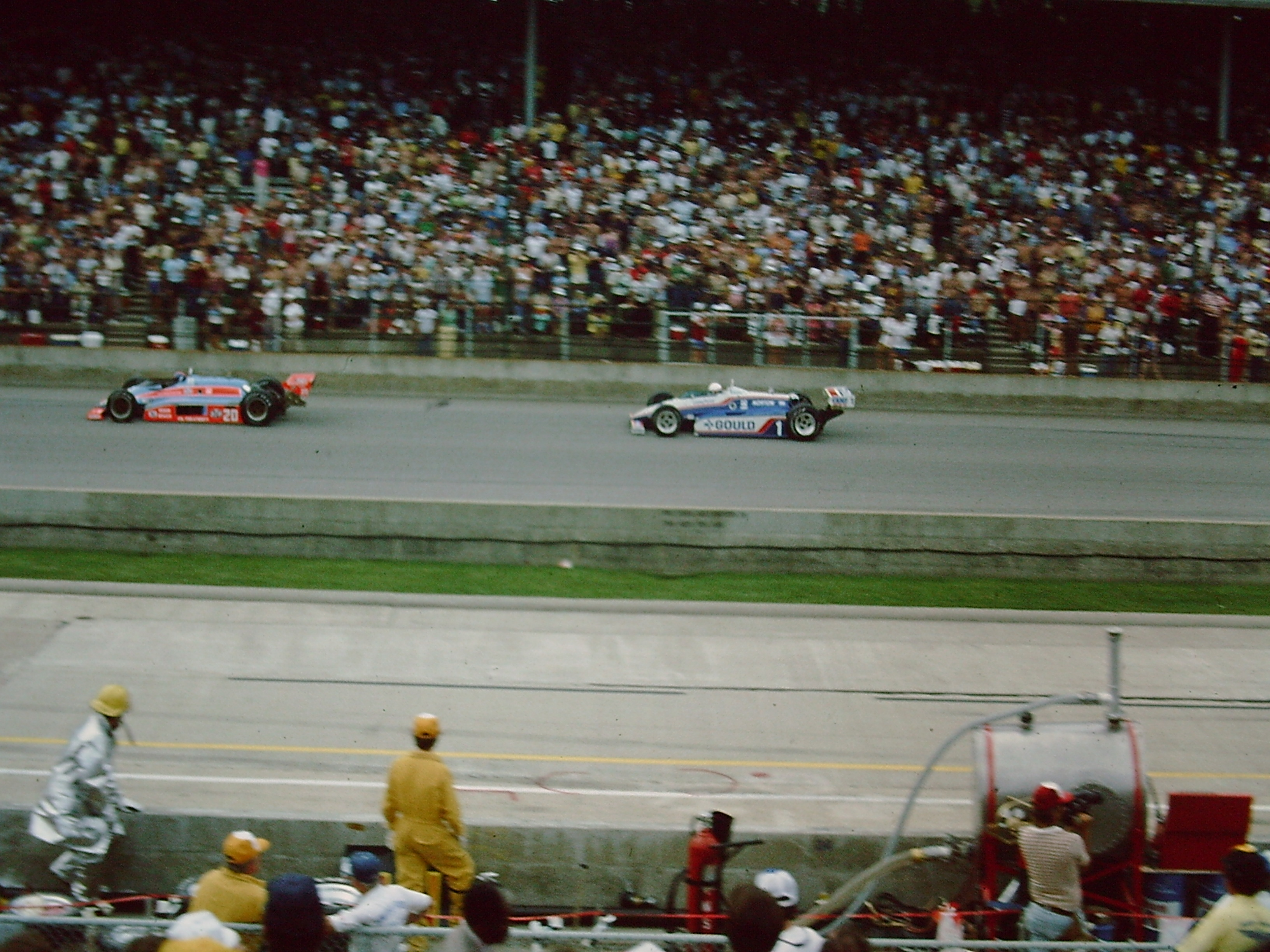
Disputa entre Gordon Johncock (Patrick #20) e Rick Mears (Penske #1) nas 500 Milhas de Indianápolis de 1982. Mears acabou se tornando campeão da temporada.

A Temporada de 1982 da CART foi a quarta da história da categoria.
O campeonato consistiu em 11 corridas, começando em Avondale, Arizona em 28 de março e terminando no mesmo local em 6 de novembro. O campeão dos pilotos da World Series foi Rick Mears. O novato (rookie) foi Bobby Rahal.
Embora não tenha sido oficialmente parte do calendário da CART, a maioria das equipes e pilotos também competiu na 66ª 500 Milhas de Indianápolis sancionada pela USAC. Gordon Johncock foi vitorioso da Indy500. Jim Hickman foi fatalmente ferido em um acidente de treinamento para as "200 Milhas Tony Bettenhausen" em Milwaukee, ele tinha 39 anos de idade.
O vencedor da temporada foi Rick Mears, que em sua história foi campeão do campeonato da CART em 1979, 1981 e conquistando o tri 1982. Ainda foi segundo em 1989, e terceiro em 1990 e a quarto em 1980, 1988 e 1991, tendo um total de 29 vitórias, 75 pódios e 40 poles no campeonato da CART e o Campeonato nacional da USAC. Mears ganhou as 500 milhas de Indianápolis de 1979, 1984, 1988 e 1991, o recorde de vitórias com A. J. Foyt e Al Unser e detém o recorde absoluto de seis poles nesta competição.
Mears, tinha como principal patrocinador de 1983 até 1990 a lubrificantes Pennzoil; seu carro foi apelidado do "submarino amarelo" em referência a sua decoração. Desde sua aposentadoria como piloto, ele serviu como conselheiro para a equipe Penske, entre outras atividades relacionadas ao desporto motorizado. Ele é irmão de Roger Mears, pai de Clint Mears e tio de Casey Mears, os três pilotos de automobilismo.
Ele é um dos três homens que venceu as 500 milhas de Indianápolis quatro vezes (1979, 1984, 1988, 1991) e o atual detentor do recorde de pole positions da corrida com seis (1979, 1982, 1986, 1988, 1989, 1991). Três vezes campeão da CART, aposentou-se em 1992.
Em 1981, Mears venceu o campeonato com conforto para obter seis vitórias (ambas as corridas em Atlanta e o  Riverside,  Michigan, Watkins Glen e México), um segundo, um terceiro e um quarto em 11 corridas. Seu terceiro e último título obteve em 1982, através de triunfos em  Atlanta, Phoenix,  Pocono e Riverside, um segundo lugar nas 500 milhas de Indianápolis (a 160 milésimos de segundo do vencedor), um terceiro, um quarto e um quinto.
Com uma única vitória em Michigan e três chegadas na terceira colocação, Mears foi sexto no campeonato de 1983. Ele voltou ganhar as 500 Milhas de Indianápolis em 1984 e temos dois segundos lugares, um terceiro, dois quarto e um quinto. Em um lote de treinamento em Sanair, Mears caiu e sofreu fraturas nas pernas que tornaram impossível para ele conseguir nas últimas cinco corridas, ainda terminaram aquela temporada na quinta posição.

## Pilotos e construtores
| Equipes                  | Chassis        | Motores   | #  | Pilotos                | Etapas |
| ------------------------ | -------------- | --------- | -- | ---------------------- | ------ |
| Team Penske              | Penske         | Cosworth  | 1  | Rick Mears             |        |
| Team Penske              | Penske         | Cosworth  | 4  | Kevin Cogan            |        |
| Truesports               | March          | Cosworth  | 19 | Bobby Rahal            |        |
| Team Patrick             | Wildcat        | Cosworth  | 40 | Mario Andretti         |        |
| Team Patrick             | Wildcat        | Cosworth  | 20 | Gordon Johncock        |        |
| Forsythe Racing          | March          | Cosworth  | 52 | Héctor Rebaque         |        |
| Forsythe Racing          | March          | Cosworth  | 2  | Al Unser Jr.           |        |
| Gilmore-Foyt Racing      | March          | Cosworth  | 14 | A. J. Foyt             |        |
| Whittington Brothers     | March          | Cosworth  | 91 | Don Whittington, Jr.   |        |
| Whittington Brothers     | March          | Cosworth  | 94 | Bill Whittington       |        |
| Bettenhausen Motorsports | March, Phoenix | Cosworth  | 16 | Tony Bettenhausen, Jr. |        |
| Bettenhausen Motorsports | March          | Cosworth  | 17 | Gary Bettenhausen      |        |
| Bignotti-Cotter Racing   | March          | Cosworth  | 7  | Tom Sneva              |        |
| Chaparral Cars           | March          | Cosworth  | 5  | Johnny Rutherford      |        |
| Chaparral Cars           | March          | Cosworth  | 6  | Dick Ferguson          |        |
| Arciero Racing           | Eagle          | Chevrolet | 66 | Pete Halsmer           |        |
| Alsup Racing             | Longhorn       | Chevrolet | 43 | Greg Lefler            |        |
| Alsup Racing             | March Argo     | Cosworth  | 44 | Bill Alsup             |        |
| Provimi Veal Racing      | March          | Cosworth  | 36 | Bobby Olivero          |        |
| Provimi Veal Racing      | March          | Cosworth  | 36 | John Morton            |        |
| Provimi Veal Racing      | March          | Cosworth  | 38 | Bob Harkey             |        |
| Provimi Veal Racing      | March          | Cosworth  | 38 | Phil Caliva            |        |
| Kraco Racing             | Penske, March  | Cosworth  | 99 | Vern Schuppan          |        |
| Kraco Racing             | Penske, March  | Cosworth  | 48 | Mike Mosley            |        |
| March Engineering        | March          | Cosworth  | 63 | Ken Hamilton           |        |
| March Engineering        |                | Cosworth  | 46 | Leroy Van Conett       |        |
| March Engineering        | Rick DeLorto   | Cosworth  | 46 |                        |        |
| March Engineering        | Tod Tuttle     | Cosworth  | 46 |                        |        |
| March Engineering        | John Raecker   | Cosworth  | 46 |                        |        |
| Morales-Capels Racing    | March          | Cosworth  | 3  | Pancho Carter          |        |
| Morales-Capels Racing    | March          | Cosworth  | 42 | Jim Hickman            |        |
| Toleman Motorsport       | March          | Hart      | 23 | Chris Kneifel          |        |
| Toleman Motorsport       | March          | Hart      | 24 | Gordon Smiley          |        |
| Toleman Motorsport       | March          | Hart      | 24 | Chip Mead              |        |
| Leader Card Racing       | Watson         | Cosworth  | 22 | Dick Simon             |        |
| Interscope Racing        | Interscope     | Cosworth  | 25 | Danny Ongais           |        |
| Menard Racing            | Eagle          | Chevrolet | 28 | Herm Johnson           |        |
| Doug Shierson Racing     | March          | Cosworth  | 30 | Howdy Holmes           |        |
| Doug Shierson Racing     | DSR-1          | Cosworth  | 41 | Richard Hubbard        |        |
| Hess Racing              | Eagle          | Cosworth  | 9  | Hurley Haywood         |        |
| Forsythe-Newman          | March          | Cosworth  | 53 | Danny Sullivan         |        |
| Wysard Racing            | March          | Cosworth  | 33 | Derek Daly             |        |
| Wysard Racing            | March          | Cosworth  | 34 | Johnny Parsons         |        |
| Brayton Racing           | Penske         | Buick     | 50 | Rich Vogler            |        |
| Brayton Racing           | Penske         | Cosworth  | 37 | Scott Brayton          |        |
| Jamieson Racing          | Penske         | Cosworth  | 47 | Spike Gehlhausen       |        |
| Jamieson Racing          | Penske         | Cosworth  | 47 | Joseph Villeneuve      |        |
| Theodore Racing          | Theodore       | Cosworth  | 72 | Bob Brutto             |        |
| Theodore Racing          | Theodore       | Cosworth  | 73 | Ray Lipper             |        |
| AMI Racing               | March          | Cosworth  | 64 | Bob Frey               |        |
| Team ATS                 | Lightning      | Cosworth  | 18 | Bill Vukovich, Jr.     |        |
| Team ATS                 | Lightning      | Cosworth  | 18 | Tom Frantz             |        |
| Longhorn Racing          | Longhorn       | Cosworth  | 10 | Al Unser               |        |
| Longhorn Racing          | Longhorn       | Cosworth  | 58 | Joe Saldana            |        |
| Purcell Racing           | Purcell        | Chevrolet | 32 | Jerry Karl             |        |
| Machinists Union Racing  | King           | Cosworth  | 98 | Jim McElreath          |        |
| Machinists Union Racing  | Penske         | Cosworth  | 31 | Roger Mears            |        |
| Miler Beer Racing        | Eagle          | Chevrolet | 15 | John Paul Jr.          |        |
| BVC                      | Eagle          | Milodon   | 75 | Dennis Firestone       |        |
| Pentax Super             | March          | Cosworth  | 21 | Geoff Brabham          |        |
| HBK Racing               | Eagle          | Chevrolet | 27 | Tom Bigelow            |        |
| Newman-Freeman           | Eagle          | Chevrolet | 68 | Mike Chandler          |        |
| Newman-Freeman           | Penske         | Chevrolet | 89 | Phil Krueger           |        |
| Jet Engineering          | March          | Chevrolet | 11 | Steve Chassey          |        |
| Hoffman Auto Racing      | March          | Cosworth  | 69 | Jerry Sneva            |        |
| Gohr Racing              | Penske         | Chevrolet | 8  | Gary Bettenhausen      |        |
| Rhoades Racing           | Wildcat        | Cosworth  | 12 | Chip Ganassi           |        |
| Circle Bar Racing        | Wildcat        | Cosworth  | 39 | Chet Filip             |        |
| Garza Racing             | March          | Cosworth  | 55 | Josele Garza           |        |
| Fletcher Racing          | March          | Cosworth  | 35 | George Snider          |        |
| Tempero Racing           | Longhorn       | Chevrolet | 26 | Bill Tempero           |        |
| Escort Radar Detector    | March          | Cosworth  | 29 | Patrick Bedard         |        |
| Estados Unidos           | Longhorn       | Chevrolet | 86 | Al Loquasto            |        |

## Calendário
| #  | Data           | Grande Prêmio             | Circuito                          | Local                   |
| -- | -------------- | ------------------------- | --------------------------------- | ----------------------- |
| 1  | 28 de Março    | Kraco Car Stereo 150      | O Phoenix International Raceway   | Avondale, Arizona       |
| 2  | 1 de Maio      | Stroh's 200               | O Atlanta Motor Speedway          | Hampton, Geórgia        |
| NC | 30 de Maio     | Indianapolis 500          | O Indianapolis Motor Speedway     | Indianapolis, Indiana   |
| 3  | 13 de Junho    | Gould Rex Mays Classic    | O Milwaukee Mile                  | West Allis, Wisconsin   |
| 4  | 4 de Julho     | Budweiser Cleveland 500   | S Burke Lakefront Airport         | Cleveland, Ohio         |
| 5  | 18 de Julho    | Norton Michigan 500       | O Michigan International Speedway | Brooklyn, Michigan      |
| 6  | 1 de Agosto    | Tony Bettenhausen 200     | O Milwaukee Mile                  | West Allis, Wisconsin   |
| 7  | 15 de Agosto   | Domino's Pizza Pocono 500 | O Pocono International Raceway    | Long Pond, Pensilvânia  |
| 8  | 29 de Agosto   | AirCal 500K               | R Riverside International Raceway | Riverside, California   |
| 9  | 19 de Setembro | Road America 200          | R Road America                    | Elkhart Lake, Wisconsin |
| 10 | 26 de Setembro | Detroit News Grand Prix   | O Michigan International Speedway | Brooklyn, Michigan      |
| 11 | 6 de Novembro  | Miller High Life 150      | O Phoenix International Raceway   | Avondale, Arizona       |

### Resultado das corridas
| #  | Grande Prêmio              | Pole Position   | Piloto vencedor | Equipe vencedora       | Duração | Resumo    |
| -- | -------------------------- | --------------- | --------------- | ---------------------- | ------- | --------- |
| 1  | Kraco Car Stereo 150       | Rick Mears      | Rick Mears      | Team Penske            | 1:15:48 | Descrição |
| 2  | Stroh's 200                | Rick Mears      | Rick Mears      | Team Penske            | 1:13:10 | Descrição |
| NC | 500 Milhas de Indianápolis | Rick Mears      | Gordon Johncock | Patrick Racing         | 3:05:09 | Descrição |
| 3  | Gould-Rex Mays 150         | Gordon Johncock | Gordon Johncock | Patrick Racing         | 1:10:52 | Descrição |
| 4  | Budweiser Cleveland 500    | Kevin Cogan     | Bobby Rahal     | Truesports             | 3:03:44 | Descrição |
| 5  | Norton-Michigan 500        | Rick Mears      | Gordon Johncock | Patrick Racing         | 3:14:54 | Descrição |
| 6  | Tony Bettenhausen 200      | Rick Mears      | Tom Sneva       | Bignotti-Cotter Racing | 1:49:57 | Descrição |
| 7  | Domino's Pizza Pocono 500  | Rick Mears      | Rick Mears      | Team Penske            | 3:25:39 | Descrição |
| 8  | AirCal 500                 | Kevin Cogan     | Rick Mears      | Team Penske            | 2:42:14 | Descrição |
| 9  | Road America 200           | Rick Mears      | Héctor Rebaque  | Forsythe Racing        | 1:49:56 | Descrição |
| 10 | Detroit News Grand Prix    | Rick Mears      | Bobby Rahal     | Truesports             | 1:04:03 | Descrição |
| 11 | Miller High Life 150       | Rick Mears      | Tom Sneva       | Bignotti-Cotter Racing | 1:21:05 | Descrição |

## Classificação
| #   | Piloto                 | PHX | ATL | MIL | CLE | MIC | MIL | POC | RIV | ROA | MIC | PHX | Pts |
| --- | ---------------------- | --- | --- | --- | --- | --- | --- | --- | --- | --- | --- | --- | --- |
| 1   | Rick Mears             | 1*  | 1*  | 3   | 4   | 15* | 12* | 1*  | 1*  | 5   | 25  | 2   | 294 |
| 2   | Bobby Rahal RY         | 18  |     | 20  | 1   | 3   | 2   | 3   | 15  | 3*  | 1*  | 5   | 242 |
| 3   | Mario Andretti         | 2   | 11  | 9   | 2   | 2   | 3   | 14  | 23  | 14  | 2   | 3   | 188 |
| 4   | Gordon Johncock        | 5   | 2   | 1*  | 5   | 1   | 11  | 6   | 26  | 22  | 15  | 23  | 186 |
| 5   | Tom Sneva              | 7   | 17  | 4   | 20  | 32  | 1   | 19  | 2   | 9   | 19  | 1*  | 144 |
| 6   | Kevin Cogan            | 3   | 18  | 5   | 10* | 14  | 5   | 2   | 10  | 25  | 22  | 4   | 136 |
| 7   | Al Unser               | 21  | 8   | 17  | 3   | 4   | DNQ | 23  | 17  | 2   | 18  |     | 125 |
| 8   | Geoff Brabham          | 15  | 15  | 7   | 6   | 7   | 10  | 4   | 28  | 15  | 3   | 20  | 110 |
| 9   | Roger Mears            | 8   | 4   | 22  | 21  | 17  | 14  | 9   | 4   | 8   | 8   | 7   | 103 |
| 10  | Tony Bettenhausen, Jr. | 12  | 19  | 12  |     | 10  | 20  | 5   | 18  | 7   | 4   | 6   | 80  |
| 11  | Bill Alsup             | 11  | 5   | 16  | 12  | 13  | 9   | 13  | 8   | 16  | 6   | 8   | 70  |
| 12  | Johnny Rutherford      | 4   |     | 15  | 23  | 28  | 17  | 12  | 3   | 12  | DNS | 21  | 62  |
| 13  | Howdy Holmes           | 16  |     | 10  | 16  | 12  | 4   | 27  | 16  | 10  | 5   | 10  | 56  |
| 14  | Josele Garza           | 13  | 16  | 8   | 14  | 22  | 8   | 15  | 13  | 4   | 9   | 18  | 56  |
| 15  | Héctor Rebaque R       |     | 13  | DNS | 18  | 25  | DNP |     | 20  | 1   |     |     | 48  |
| 16  | Gary Bettenhausen      |     |     |     |     | 6   | 13  | 8   | DNQ | 20  | 17  | 9   | 48  |
| 17  | Pancho Carter          | 6   | 10  | 13  | 19  | 18  | 6   | 28  | 19  | 11  | 12  | 11  | 47  |
| 18  | Johnny Parsons, Jr.    |     |     | 6   | 9   | 16  |     | 7   | 25  |     | DNS |     | 41  |
| 19  | Mike Mosley            |     |     |     |     | 8   | 7   | 16  |     |     | 7   | 12  | 37  |
| 20  | Tom Bigelow            |     |     | 18  | DNQ | 5   | 22  | 25  |     |     | 20  |     | 32  |
| 21  | Al Unser, Jr. R        |     |     |     |     |     |     |     | 5   |     |     |     | 30  |
| 22  | Danny Sullivan R       |     | 3   | 21  |     | DNP |     |     |     |     |     |     | 28  |
| 23  | Phil Krueger           | DNQ | 12  |     | DNQ | 30  |     | 11  |     | 6   | 11  | 17  | 27  |
| 24  | Greg Leffler           |     | DNQ |     |     | DNQ | 21  |     | 6   | 13  | 24  | 13  | 27  |
| 25  | Dick Simon             | DNQ | DNP | 19  | 17  | 21  | 15  | 22  | 7   | DNQ | 13  | 19  | 26  |
| 26  | Herm Johnson           | 19  | 6   | 23  | 13  | 34  | 16  |     | 22  | 17  |     |     | 24  |
| 27  | Jim Hickman R          |     | 7   | DNQ | 24  | 9   | DNQ |     |     |     |     |     | 24  |
| 28  | A. J. Foyt             |     |     | 2   | 22  | 20  |     | 20  |     |     | 23  |     | 22  |
| 29  | Bill Tempero           | DNQ |     |     | 8   |     | 19  |     | 14  | 18  |     | DNQ | 22  |
| 30  | Vern Schuppan          |     |     |     | 7   |     |     |     | 27  | 24  |     |     | 18  |
| 31  | Jerry Karl             |     |     |     | 15  | 24  | 18  | 10  | 12  |     |     |     | 17  |
| 32  | Mike Chandler          |     |     |     |     |     |     |     | 9   |     |     | 16  | 13  |
| 33  | Scott Brayton          | 14  |     | 14  | DNP | 11  |     | 24  |     |     | 10  |     | 11  |
| 34  | Chip Ganassi R         | 22  | DNP |     | 11  | 31  |     | 17  |     |     | 16  |     | 10  |
| 35  | Gordon Smiley          |     | 9   |     |     |     |     |     |     |     |     |     | 8   |
| 36  | Chris Kneifel R        |     |     |     |     |     |     |     | 11  | 23  |     |     | 6   |
| 37  | Chip Mead              | 9   |     | DNQ |     |     |     |     |     |     |     |     | 4   |
| 38  | Hurley Haywood         | 10  | DNQ |     |     |     |     |     |     |     |     |     | 3   |
| 39  | Jim McElreath          | DNQ |     |     |     |     |     | 18  | DNQ |     |     |     | 3   |
| 40  | George Snider          |     |     |     |     | 19  |     | 21  |     |     |     |     | 3   |
| 41  | Bill Vukovich, Jr.     |     |     | 11  |     |     |     | 29  |     |     |     |     | 2   |
| 42  | Patrick Bedard         |     | 14  |     |     | 29  |     |     |     |     |     |     | 2   |
| 43  | Pete Halsmer R         |     |     |     |     |     |     |     | 24  | 19  |     | 24  | 2   |
| 44  | Jerry Sneva            |     |     |     |     |     |     |     |     |     | 14  | DNQ | 1   |
| 45  | Jacques Villeneuve R   |     |     |     |     |     |     |     |     |     |     | 14  | 1   |
| 46  | Chet Fillip R          |     |     |     |     |     |     |     |     |     |     | 15  | 1   |
| 47  | Dick Ferguson          | 17  | DNP |     |     |     |     |     | 21  |     | 21  | 22  | 1   |
| 48  | Dennis Firestone       | 20  |     |     |     |     |     |     |     |     |     |     | 1   |
| 49  | John Paul, Jr. R       |     |     |     |     |     |     |     |     | 21  |     |     | 0   |
| 50  | Spike Gehlhausen       |     |     | DNQ |     | 23  |     | 30  |     |     |     |     | 0   |
| 51  | Derek Daly R           |     |     |     |     |     |     |     |     |     |     | 25  | 0   |
| 52  | Al Loquasto            | DNQ |     |     |     |     |     | 26  |     |     |     |     | 0   |
| 53  | Don Whittington, Jr.   |     |     |     |     | 26  |     |     |     |     |     |     | 0   |
| 54  | Ken Hamilton R         |     |     |     |     | 27  |     |     |     |     |     |     | 0   |
| 55  | Tom Frantz             | DNQ |     |     |     | 33  |     | DNP | DNQ |     |     |     | 0   |
| -   | Rich Vogler            |     |     | DNP |     |     |     |     |     |     |     | DNS | 0   |
| -   | Bill Whittington       |     |     |     |     |     |     |     |     | DNS |     |     | 0   |
| -   | Richard Hubbard        |     |     |     |     |     |     |     | DNP | DNQ |     | DNQ | 0   |
| -   | Bob Frey               |     |     | DNQ | DNQ |     |     |     |     |     |     |     | 0   |
| -   | Joe Saldana            |     |     | DNQ | DNQ |     |     |     |     |     |     |     | 0   |
| -   | Rick DeLorto           |     |     |     |     |     | DNQ |     |     | DNQ |     |     | 0   |
| -   | Phil Caliva            |     |     |     |     |     |     |     | DNQ |     |     | DNQ | 0   |
| -   | Bob Brutto             | DNQ |     |     |     |     |     |     |     |     |     |     | 0   |
| -   | Steve Chassey          | DNQ |     |     |     |     |     |     |     |     |     |     | 0   |
| -   | Ray Lipper             | DNQ |     |     |     |     |     |     |     |     |     |     | 0   |
| -   | Bobby Olivero          | DNQ |     |     |     |     |     |     |     |     |     |     | 0   |
| -   | Leroy Van Conett       | DNQ |     |     |     |     |     |     |     |     |     |     | 0   |
| -   | Tod Tuttle             |     |     |     | DNQ |     |     |     |     |     |     |     | 0   |
| -   | Danny Ongais           |     | DNP |     |     |     |     |     |     |     |     |     | 0   |
| -   | Bob Harkey             |     |     |     |     |     |     | DNP |     |     |     |     | 0   |
| -   | John Morton            |     |     |     |     |     |     |     | DNP |     |     |     | 0   |
| -   | John Raecker           |     |     |     |     |     |     |     | DNP |     |     |     | 0   |
| Pos | Driver                 | PHX | ATL | MIL | CLE | MIC | MIL | POC | RIV | ROA | MIC | PHX | Pts |

| Cor        | Significado               |
| ---------- | ------------------------- |
| Ouro       | Vencedor                  |
| Prata      | 2° Lugar                  |
| Bronze     | 3° Lugar                  |
| Verde      | 4° e 5° Lugar             |
| Azul Claro | 6° ao 10° Luigar          |
| Roxo       | Terminou (Fora do Top 10) |
| Púrpura    | Retirou-se (Ret)          |
| Rosa       | Não Qualificado (DNQ)     |
| Marrom     | Retirado (Wth)            |
| Preto      | Disqualificado (DSQ)      |
| Branco     | Não Largou (DNS)          |
| Sem Cor    | Não Participou (DNP)      |
| Sem Cor    | Não Competiu              |

| Notas   | Notas                    |
| ------- | ------------------------ |
| Bold    | Pole Position            |
| Italics | Volta Mais Rápida        |
| *       | Mais Voltas Na Liderança |
| RY      | Rookie do Ano            |
| R       | Rookie                   |

| Cor        | Significado               |
| ---------- | ------------------------- |
| Ouro       | Vencedor                  |
| Prata      | 2° Lugar                  |
| Bronze     | 3° Lugar                  |
| Verde      | 4° e 5° Lugar             |
| Azul Claro | 6° ao 10° Luigar          |
| Roxo       | Terminou (Fora do Top 10) |
| Púrpura    | Retirou-se (Ret)          |
| Rosa       | Não Qualificado (DNQ)     |
| Marrom     | Retirado (Wth)            |
| Preto      | Disqualificado (DSQ)      |
| Branco     | Não Largou (DNS)          |
| Sem Cor    | Não Participou (DNP)      |
| Sem Cor    | Não Competiu              |

| Notas   | Notas                    |
| ------- | ------------------------ |
| Bold    | Pole Position            |
| Italics | Volta Mais Rápida        |
| *       | Mais Voltas Na Liderança |
| RY      | Rookie do Ano            |
| R       | Rookie                   |